# Епархия Сьюдад-дель-Эсте
Епархия Сьюдад-дель-Эсте (исп. Diócesis de Ciudad del Este, лат. Dioecesis Urbis Orientalis) — епархия Римско-Католической церкви c центром в городе Сьюдад-дель-Эсте, Парагвай. Распространяет свою юрисдикцию на департаменты Альто-Парана и Канендию. Входит в митрополию Асунсьона. Кафедральным собором епархии является церковь святого Власия.

## История
25 марта 1968 года Римский папа Павел VI издал буллу «Nulla nos», которой учредил апостольскую прелатуру Альто-Параны, выделив её из территориальной прелатуры Энкарнасьона (сегодня — Епархия Энкарнасьона). 10 июля 1990 года Римский папа Иоанн Павел II издал буллу «Magna quidem», которой преобразовал территориальную прелатуру Альто-Параны в епархию.
2 февраля 2001 года епархия Альто-Параны была переименована в епархию Сьюдад-дель-Эсте.

## Ординарии епархии
- епископ Francisco Cedzich S.V.D.[1] (11.05.1968 — 23.12.1971);
- епископ Augustín Van Aaken S.V.D. (25.07.1972 — 19.04.1990);
- епископ Eustaquio Pastor Cuquejo Verga C.SS.R. (19.04.1990 — 5.05.1992), назначен епископом военного ординариата Парагвая;
- епископ Оскар Паэс Гарсете (10.07.1993 — 5.02.2000);
- епископ Ignacio Gogorza Izaguirre S.C.I. di Béth. (3.02.2001 — 12.07.2004), назначен епископом Энкарнасьона;
- епископ Rogelio Ricardo Livieres Plano (12.07.2004 — 25.09.2014);
- епископ Heinz Wilhelm Steckling O.M.I. (с 15 ноября 2014 года по настоящее время).